# 国民の僕 (テレビドラマ)

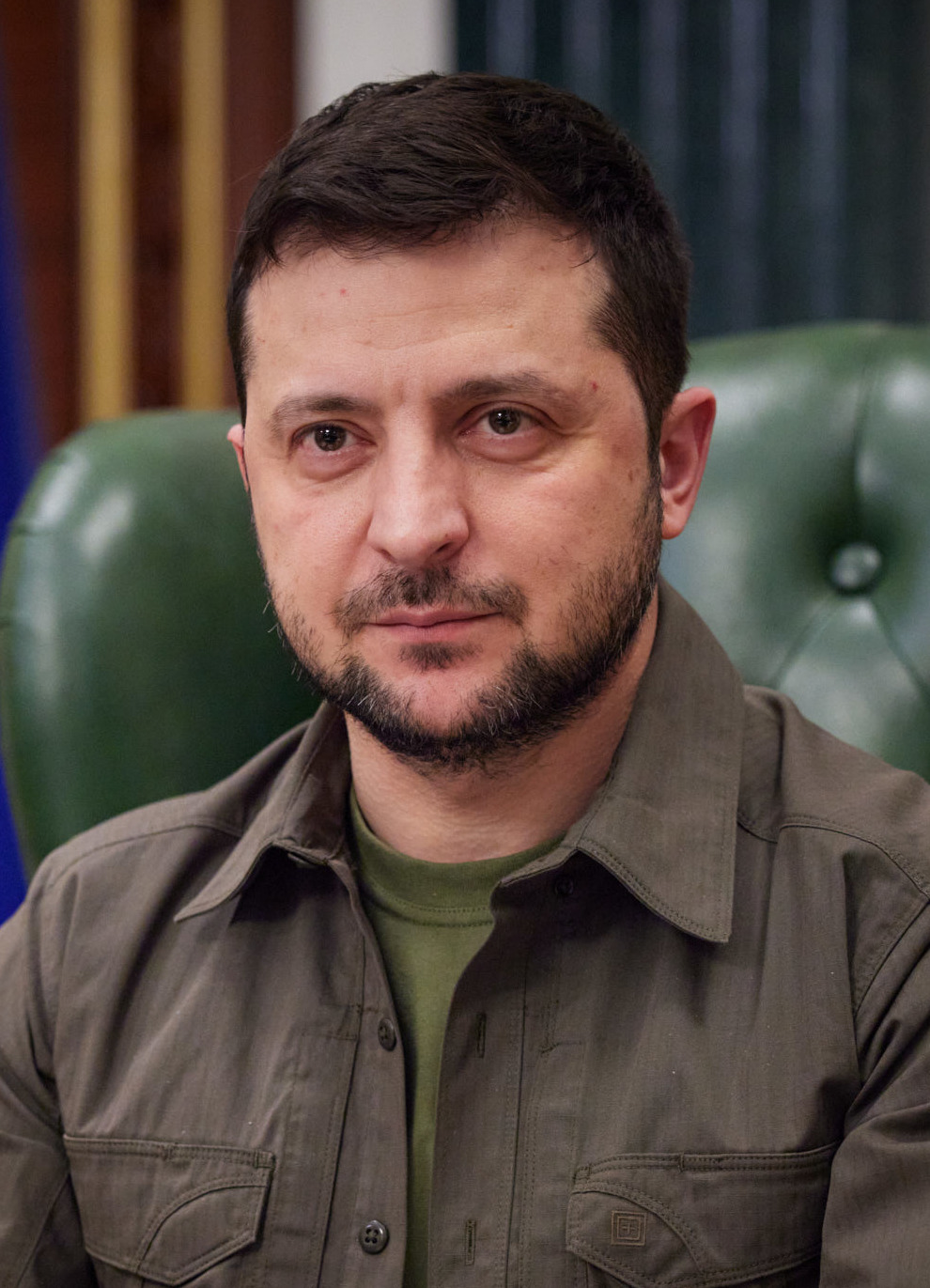
俳優・ウォロディミル・ゼレンスキーは、ヴァシリ・ゴロボロジコ大統領(Vasily Goloborodko)役と影武者Grisha役として出演後、実際の2019年ウクライナ大統領選挙で当選した。

『国民の僕』（こくみんのしもべ、ウクライナ語: Слуга народу、英語: Servant of the People）は、ウクライナのテレビドラマ。

## 概要
ウクライナのテレビ局「1+1」で放送された。第1シーズンは2015年にプライムタイムで放送された。2016年に映画化され、2017年に第2シーズンが、2019年に第3シーズンが放送された。
ウクライナの歴史担当の高校教師がひょんなことから大統領選挙に立候補して当選、大統領となって正義感あふれる政治行動でウクライナを立て直すストーリーである。
コメディ俳優であるウォロディミル・ゼレンスキーが企画し、脚本担当に携わり、俳優として主人公を演じた。
作中では中流階級が出現し始めた不平等な国の市民が日常的にぶつかる沢山の困難が巧みに取り入れられており、政治をゲームとして扱うオリガルヒ（新興財閥）、オリガルヒの駒として動く政治家、蔓延する縁故主義、浪費される税金、放置されたインフラ、脱税に奔走する資産家などウクライナ社会の腐敗と現状に怒りを覚える国民を描き出している。作品中で主人公に啓示を与える存在として、エイブラハム・リンカーン、チェ・ゲバラ、ユリウス・カエサル、イヴァン雷帝などの人物が登場する。
作中には外国の政治家（ウラジーミル・プーチン、バラク・オバマ、アンゲラ・メルケル）に関する一部の言及を除き、経験してきた革命とめまぐるしい政治状況のかすかな反映が見られるものの、時代設定は正確な年がいつの時代のウクライナがわからないようになっている。
作中の登場人物は主にロシア語を話している。ウクライナではウクライナ語が唯一の国家語とされている一方で首都・キーウ（キエフ）を含めた中部や東部ではロシア語話者が多く、成長の見込める市場であるロシアを含めたロシア語圏に幅広い活路を見出すことができるためである。そのこともあり、この作品は対ロシア政策という意味では政治的立場を鮮明にしない制作スタンスとなっている。ロシア語を採用したことで、30年前からロシア語で日常生活を送っている40歳以上の世代の心をつかみ、ウクライナの中部と東部のウクライナ語とロシア語の両方を使う地域に住む非エリートであるウクライナの大衆層の人気を集めた。
クレジットタイトルに名前はないが、テレビ局「1+1」のオーナーであるオリガルヒのイーホル・コロモイスキーが制作費を提供している。

## あらすじ
第1シーズンは選挙で授業を妨害された主人公のヴァシリ・ゴロボロジコが、怒りに任せて政権批判を行う様子を隠し撮りした映像が投稿され、インターネットで拡散したことが導入部になっている。主人公を取り込もうとするベテラン政治家の手から徐々に離れ、閣僚を刷新して政権を確立するまでの3か月間を描いている。
第2シーズンはIMFによる支援を受ける程に悪化したウクライナ経済を立て直すべく、汚職の一掃を目指す姿が物語の中心になっている。
第3シーズンは政敵の仕掛けた冤罪で政権を追われたゴロボロジコが大統領に復帰するまでが描かれた。

## その他
第1シーズンが2015年に放送された4年後の2019年、ドラマで主演を演じたゼレンスキーがウクライナ大統領選挙に立候補して当選し、現実がフィクションのテレビドラマに追いついたと評された。ゼレンスキーが大統領選挙立候補前の2017年に設立していた政治団体名として「国民の僕」を政党登録していた。